# Куртиврон
Куртивро́н (фр. Courtivron) — коммуна во Франции, находится в регионе Бургундия. Департамент коммуны — Кот-д’Ор. Входит в состав кантона И-сюр-Тий. Округ коммуны — Дижон.
Код INSEE коммуны — 21208.

## Население
Население коммуны на 2010 год составляло 196 человек.
| 1962 | 1968 | 1975 | 1982 | 1990 | 1999 | 2010 |
| ---- | ---- | ---- | ---- | ---- | ---- | ---- |
| 92   | 133  | 120  | 152  | 143  | 163  | 196  |

## Экономика
В 2010 году среди 123 человек трудоспособного возраста (15—64 лет) 99 были экономически активными, 24 — неактивными (показатель активности — 80,5 %, в 1999 году было 77,1 %). Из 99 активных жителей работали 92 человека (57 мужчин и 35 женщин), безработных было 7 (4 мужчины и 3 женщины). Среди 24 неактивных 11 человек были учениками или студентами, 6 — пенсионерами, 7 были неактивными по другим причинам.